# بروارد هيلث

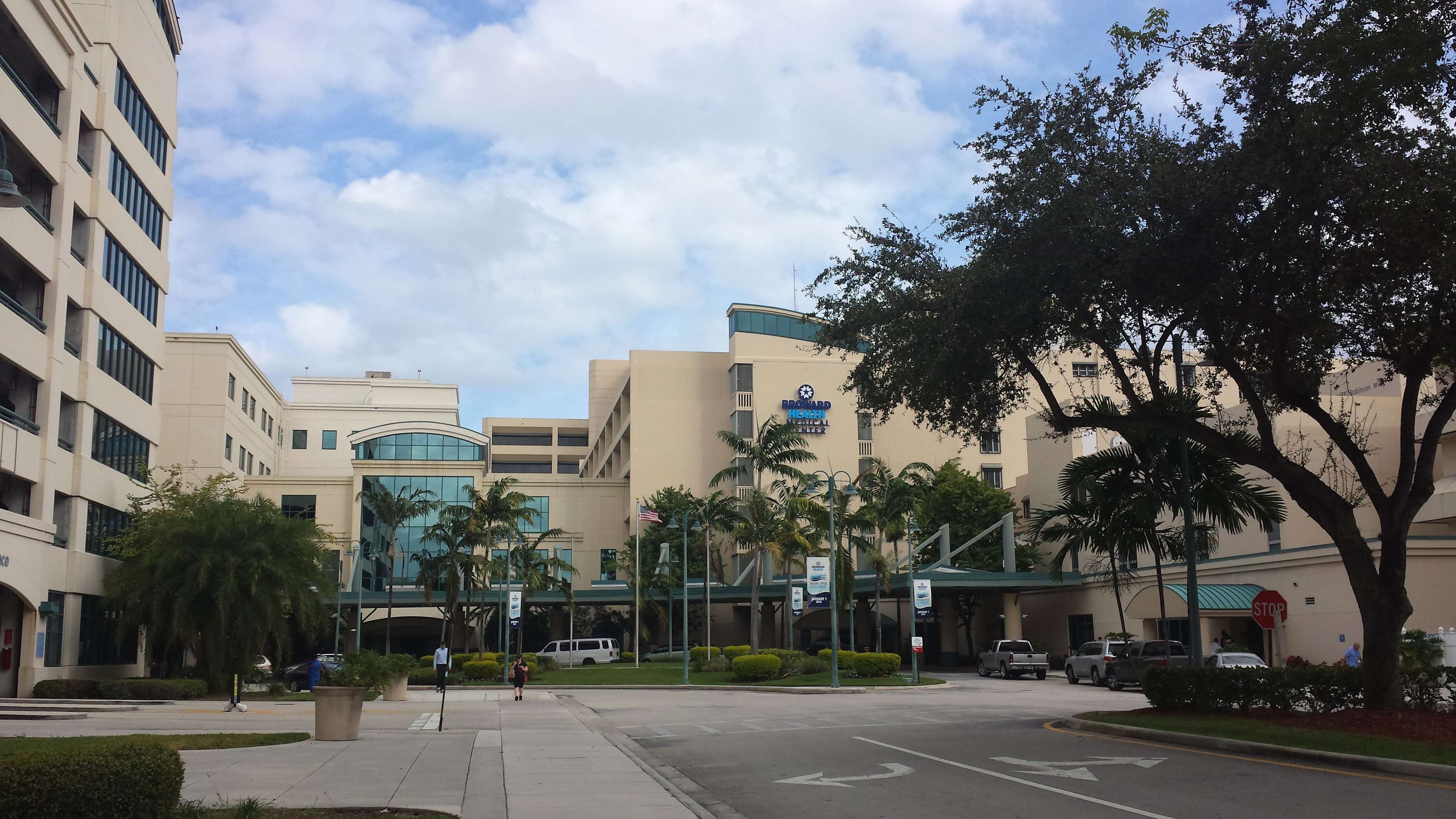

بروارد هيلث ، رسميًا منطقة مستشفى نورث بروارد، هي واحدة من أكبر 10 أنظمة صحية في الولايات المتحدة. تقع بروارد هيلث في مقاطعة بروارد بولاية فلوريدا، ولديها أول مركز معتمد للسكتة الدماغية وبرنامج زرع الكبد في المقاطعة. تدير بروارد هيلث حاليًا أكثر من 30 مرفقًا للرعاية الصحية، بما في ذلك مركز بروارد هيلث الطبي، نورث بروارد هيلث، براودر هيلث امبريل بوينت، براودر هيلث كورال سبرينجز، مستشفى صلاح بروارد هيلث للأطفال، وبروارد هيلث ويستون.
```

```

```

```

## تاريخ بروارد هيلث
```

```

### بدايات الرعاية الصحية الموحدة في مقاطعة بروارد
```
في الطفرة الأرضية في عشرينيات القرن العشرين، تم تحويل شقق والاس إلى مستشفى إدواردز ماكسويل، أول مستشفى في مقاطعة بروارد. سرعان ما انحسر ازدهار الأرض، تبعه إعصار سبتمبر 1926، وهو واحد من الأسوأ في تاريخ المقاطعة. بسبب نقص المرضى القادرين على دفع تكاليف الرعاية، أُجبر المستشفى على الإغلاق في عام 1929. أعيد افتتاحه من قبل جوانيتا كلاي في عام 1932 وظل ناجحًا حتى تم شراؤه في عام 1937 من قبل الخدمات الطبية المتحدة، وهي شركة تأمين مملوكة للدكتور برونسون ومينجر. . أصدرت الخدمات الطبية بوليصات تأمين المستشفيات والعائلات التي تتطلب استخدام المستشفيات والأطباء. تمرد المجتمع الطبي في مقاطعة بروارد، رافضًا استخدام مستشفى الخدمات الطبية.
في مايو 1937، اجتمعت جمعية مقاطعة بروارد الطبية (BCMA) لمناقشة خطط بناء مستشفى عام، وشعرت أنه لا يمكن الاعتماد على المستشفيات الخاصة لاستمرارية الخدمة وأن المستشفى المملوك للمجتمع فقط هو الذي سيوفر الأمان. تم الاتفاق في الاجتماع على بناء مستشفى مدعوم من المدينة أو المقاطعة أو منطقة المستشفى. كانت نتيجة الاجتماع حركة إجماعية لتشكيل جمعية مستشفى بروارد (BHA). منذ ذلك الحين، بدأت BHA مهمتها لجمع الأموال اللازمة لبناء مستشفى. واستكشف الرئيس، جيمس د. كامب، وكذلك الأعضاء الآخرون، كل إمكانية لإيجاد الأموال؛ ومع ذلك، لم يكن التمويل المدعوم من الحكومة متاحًا. خلال هذا الوقت، كانت المقاطعة تشهد مثل هذا النمو السريع، وأصبحت الحاجة إلى المرافق حرجة.
[
3
]
```

```

```

### افتتاح بروارد العام
بعد بحث طويل، تم الاتفاق على أن شقق غرناطة يمكن إعادة تشكيلها في مستشفى يستوعب 45 مريضًا، مع غرفة لغرف عمليات مقبولة، وغرف توصيل، ومختبرات، ومساحة للأشعة السينية.
```
كما انضم أعضاء من المجتمع المحلي. تبرع الكثيرون بعملهم بسعر التكلفة، وساهموا برسومهم في «صندوق المستشفى». كما تم تنفيذ «محرك» وتم التبرع بالمعدات. فتح المستشفى الذي يضم 45 سريرًا أبوابه كمستشفى بروارد العام الجديد (الآن مركز بروارد الطبي العام) واستقبل أول مريض له في 2 يناير 1938. 
بين عامي 1935 و 1940، ازداد عدد سكان مقاطعة بروارد من 20000 إلى 30.000 تقريبًا. لمواكبة النمو، كانت إضافة جناح جديد حاسمة، ولكن بدون تمويل كان التوسع صعبًا. اقترب كامب من لجنة المدينة في عام 1940 حول الحاجة إلى التوسع وتلقى استجابة إيجابية لجناح جديد. في عام 1942، تمت إضافة الجناح الجنوبي؛ في عام 1948، تم بناء الجناح الشرقي، مما رفع إجمالي السرير في بروارد العام إلى 142. 
في عام 1949، عاد مجلس المستشفى إلى لجنة المدينة لطلب أموال لجناح آخر. هذه المرة رفضت لجنة المدينة الطلب. ونتيجة لذلك، استقال كامب وجميع أعضاء المجلس.
[
4
]
```

### تأسيس المنطقة
في أغسطس 1950، نجح مجلس مستشفى بروارد العام في الحصول على الموافقة على برنامج التوسع. تمت الموافقة على قانون تشريعي لمنطقة مستشفى نورث بروارد في عام 1952 عن طريق الاستفتاء وعين المحافظ مجلسًا من قبل الحاكم مع وليام ج.كيلي رئيسًا.
```
بعد ذلك بوقت قصير، كانت هناك خطط جارية لبناء مبنى على الجانب الغربي. تضمنت خطط الجناح الغربي طابقين للمرضى، ووحدة جراحية جديدة، ومطبخ جديد ومساحة لتناول الطعام يتم توصيلها بالجناح الشمالي للمستشفى عبر ممر. في عام 1955 تم افتتاح مختبر جديد وفي 3 سبتمبر 1957، أعطت مدينة فورت لودرديل صك نقل إلى منطقة مستشفى نورث بروارد. امتدت منطقة مسؤوليتها إلى عرض المقاطعة، من قناة دانيا شمالًا إلى خط مقاطعة بالم بيتش. 
في عام 1961 وصل جناح تخصصي إضافي إلى إجمالي السرير إلى 468، بالإضافة إلى 50 سريرًا. افتتح البرج الشمالي والمصعد المكون من عشرة طوابق في عام 1967 ؛ البرج الجنوبي عام 1970.
```

```

```

## توسع المنطقة
```

```

### بروارد هيلث نورث
بحلول عام 1960، نما عدد السكان في مقاطعة بروارد إلى 350.000. استجابة لنمو المقاطعة، قامت المقاطعة ببناء مستشفى من ثلاثة طوابق على شارع سامبل في بومبانو بيتش، فلوريدا. تم إدخال أول مريض إلى مستشفى بروارد هيلث نورث الجديدة في مارس 1961. على مر السنين، تمت إضافة ستة طوابق أخرى ومركز مؤتمرات. واليوم فإن المنشأة التي تتسع لـ 409 سريرًا هي مركز لعلاج البالغين من المستوى الثاني يوفر الرعاية لأكثر من 50000 حالة طوارئ طبية و 14000 مريض في المستشفى.

```

```

### بروارد هيلث امبريل بوينت
تم افتتاح بروارد هيلث امبريل بوينت في نوفمبر 1972. تم منح 22 فدانًا (8.9 هكتارًا) من الأرض في المستشفى المجتمعي الذي يضم 204 سريرًا إلى مدينة فورت لودرديل لحديقة المجتمع، ويستضيف اليوم منطقة للياقة البدنية وملعبًا. تُعرف الآن باسم بروارد هيلث امبريل بوينت.
```
في العام الأخير بالبيانات، قام بزيارة بروارد هيلث امبريل بوينت 33,382 مريضًا إلى غرفة الطوارئ، وتم إدخال 9,340 مريضًا إلى المستشفى. أجرى الجراحون في المستشفى 1707 عملية للمرضى الداخليين و 5097 عملية جراحية للمرضى الخارجيين.
[
5
]
```

```

```

### بروارد هيلث كورال سبرينجز
فتحت بروارد هيلث كورال سبرينجز أبوابها في مارس 1987 وكانت تسمى في الأصل مركز كورال سبرينجز الطبي. يستوعب هذا المرفق الذي يضم 200 سريرًا في كورال سبرينجز بولاية فلوريدا مخيم كورال للاطفال، الذي تم إنشاؤه عام 1995، وهو معسكر صيفي للأطفال المصابين بالنوع الأول من داء السكري - وهو المعسكر النهاري الوحيد من نوعه في جنوب فلوريدا. وقد تطورت منذ ذلك الحين إلى معسكر لمدة أسبوعين يخدم سنويًا أكثر من 60 طفلًا. تُعرف الآن باسم بروارد هيلث كورال سبرينجز.

```

```

### بروارد هيلث ويستون
```
ردا على «عقد من الشكاوى من سكان ويستون غير راضين عن القيادة لمدة 20 دقيقة للوصول إلى المستشفى»، افتتحت بروارد هيلث بروارد هيلث ويستون (سابقا ويستون ريجونال هيلث بارك) في 11 يونيو 2000. تبلغ تكلفة المشروع بالكامل، بما في ذلك المبنى الذي تبلغ مساحته 78000 قدم مربع (7200 متر مربع) و 10 فدانًا (4.0 هكتار) من الأراضي 27 مليون دولار. 
```

```

```

### مستشفى صلاح مؤسسة بروارد الصحية للأطفال
```
يقع مستشفى كريس إيفرت للأطفال في مركز بروارد الصحي الطبي في فورت لودرديل بولاية فلوريدا.
```

```
تم تسمية مستشفى براود هيلث للأطفال في مركز براود هيلث الطبي في الأصل على اسم مواطن بروارد كريس يفيرت، قبل إعادة تسميته «مستشفى صلاح بروارد الصحي للأطفال». المستشفى هو واحد من أقل من 200 منشأة معترف بها في الولايات المتحدة من قبل الرابطة الوطنية لمستشفيات الأطفال. في عام 2006، افتتح مستشفى الأطفال وحدة التخدير الموسعة للأطفال التي تم تجديدها حديثًا، وهي الوحيدة في مقاطعة بروارد. تتخصص وحدة التهدئة للأطفال في التقنيات الأكثر أمانًا لتهدئة الأطفال. في نوفمبر 2007، تلقى مستشفى كريس إيفرت للأطفال في بروارد العام جائزة ايرنيست اموري كودمان لتقدمهم في تخدير الأطفال. 
```

```

```

### خدمات صحة المجتمع
```
يوفر قسم خدمات 
صحة المجتمع
 في بروارد هيلث الرعاية الصحية في ثلثي المقاطعة الشمالية.
تقدم خدمات صحة المجتمع بروارد هيلث الرعاية الأولية والخدمات الأخرى مثل رعاية الأسنان، والخدمات الاجتماعية، والرعاية السلوكية، والتحصين، وخدمات المختبر، والاستشارات الغذائية، والفيزيائية، وبحوث فيروس نقص المناعة البشرية، والمزيد. تتكون خدمات صحة المجتمع من المرافق التالية: مركز آني ال. ويفير الصحي، مركز بيرنارد بي. اليكي الصحي، كلينيكا دي لاس اميريكاس، مركز الرعاية الشاملة، مركز الرعاية الشاملة في بروارد هاوس، مركز كورا أي. براينون لصحة الأسرة، مركز لاودردالي لاكز الصحي، مركز مارجات الصحي، مركز بومبانو بيداتريك بريماري للرعاية، مركز بومبانو للرعاية قبل الولادة، ومركز الرعاية المتخصصة.
```

```

```

### بروارد هيلث الدولية
```

```

### مؤسسة بروارد هيلث
```
تم تأسيس مؤسسة بروارد هيلث في عام 1999، وهي منظمة غير ربحية 501 (c) (3) تتمثل مهمتها في دعم برامج ومشاريع ومبادرات بروارد هيلث . تستخدم التبرعات المقدمة لمؤسسة بروارد هيلث بانتظام لعدد من «الإمدادات والخدمات الطبية، بما في ذلك: الجوارب والقبعات لحديثي الولادة في مركز بروارد الطبي العام، والتصوير الشعاعي للثدي للنساء اللاتي لا يستطعن تحمل نفقاتهن في مركز كورال سبرينجز الطبي، والأدوية والمعدات الطبية لمرضى مستشفى جولد كوست الصحي المنزلي واستضافة المرضى، وتحسين معدات إيجاد الوريد للمرضى في مركز نورث بروارد الطبي، والألعاب والمواد التعليمية للأطفال ذوي الاحتياجات الخاصة في مركز كورال سبرينجز الطبي». 
المؤسسة يتم ادارتها من قبل مجلس إدارة.
[
6
]
```

```

```

## بروارد هيلث اليوم
بروارد هيلث هو واحد من أكبر عشرة أنظمة للمستشفيات العامة في الولايات المتحدة يعمل لديها 7592 موظفًا، مما يجعلها واحدة من أكبر الشركات في جنوب فلوريدا. تخدم بروارد هيلث جميع شرائح المجتمع من خلال مستشفياتها الأربعة، ومستشفى للأطفال، وسبعة مراكز للرعاية الصحية، وأربعة أماكن لصحة الأسرة، وثمانية عيادات مدرسية، وبرامج رعاية متخصصة، وخدمات الصحة المنزلية، وبرامج التثقيف الصحي، المجانية والمنخفضة التكلفة، والشراكات التجارية.

```

```

## إدارة بروارد هيلث
```
يشرف على بروارد هيلث مجلس المفوضين، ويتم تعيينهم جميعًا من قبل حاكم ولاية فلوريدا ويتابعها مجلس الشيوخ في فلوريدا. هناك سبعة مقاعد في المجلس.
اعتبارًا من يونيو 2018، هناك خمسة مفوضين يعملون في المجلس: أندرو م. كلاين، رئيس مجلس الإدارة كريستوفر أوري، نائب رئيس مجلس الإدارة راي بيري، أمين الخزانة ستيفن ويلينز ونانسي جريجوار.
بيفرلي كاباسو هي الرئيس التنفيذي الحالي لشركة بروارد هيلث، وقد تم اختيارها من قبل مجلس المفوضين في يناير 2018. وكانت السيدة كاباسو في السابق رئيسة تنفيذية مؤقتة، وكانت أيضًا عضوًا في مجلس المفوضين.
كاباسو أول امرأة تنفيذية استبدلت بالسيد بولين جرانت. جرانت استبدل بالسيد كيفين فوسكو، الذي أصبح الرئيس التنفيذي المؤقت بعد وفاة الرئيس التنفيذي د. نبيل السنادي.
[
7
]
```

```
انتحر الدكتور السندي، الذي أصبح رئيسًا لشركة بروارد هيلث في ديسمبر 2014، في 23 يناير 2016. كان السندي طبيبًا ممارسًا في طب الطوارئ في مركز بروارد هيلث الطبي، ورئيس قسم الطوارئ في بروارد هيلث ورئيس مجلس فلوريدا الطبي . قبل عدة أشهر، توصلت بروارد هيلث «إلى تسوية بقيمة 69 مليون دولار مع الحكومة الفيدرالية بعد أن اتهمت المقاطعة بالحفاظ على نظام تعويض سري يكافئ الأطباء على توجيه أعمال الإحالة إلى مختبرات المنطقة وإدارات التصوير والخدمات الأخرى ويعاقبهم على أخذهم في القضايا الخيرية».
```

```

```

## التقدم في مجال الرعاية الصحية
```
حصل مركز بروارد الطبي العام مؤخرًا على جائزة إرنست أموري كودمان من اللجنة المشتركة، والتي تعترف «بالتميز في استخدام قياس النتائج لتحقيق تحسينات في جودة وسلامة الرعاية الصحية». حصلت بروارد العام على جائزة إنتاج نتائج أفضل تتعلق بتهدئة الأطفال من أجل الإجراءات التشخيصية والعلاجية. خفضت العملية معدل التخدير الفاشل بنسبة 98 بالمائة باستخدام مهدئ أكثر فعالية وبدء بروتوكول قياسي لتقليل التخدير الفاشل، بالإضافة إلى خلق جو مهدئ للأطفال. 
```

```

```

## التعليم الطبي العالي
تدير بروارد هيلث عددًا من برامج الإقامة والزمالة التي تدرب كلًا من أطباء تقويم العظام (DO) وأطباء غير العظام (MD). تشمل التخصصات: الأمراض الجلدية، جراحة العظام، طب الأسرة، الطب الباطني، التكية والرعاية التلطيفية، طب الأطفال، وأمراض القلب. جميع البرامج معتمدة من قبل الجمعية الطبية الأمريكية والجمعية الأمريكية لتقويم العظام. كما يقدم المستشفى إقامات الصيدليات المعتمدة من ASHP المدعومة من GME.